# Тройная корона (велоспорт)
Тройная корона велоспорта (англ. Triple Crown of Cycling, фр. Triple couronne de cyclisme) в шоссейном велоспорте обозначает достижение в виде победы на трёх главных соревнованиях в одном сезоне, обычно в генеральной классификации Джиро д'Италия, генеральной классификации Тур де Франс и групповой гонке на чемпионате мира.

## Обзор

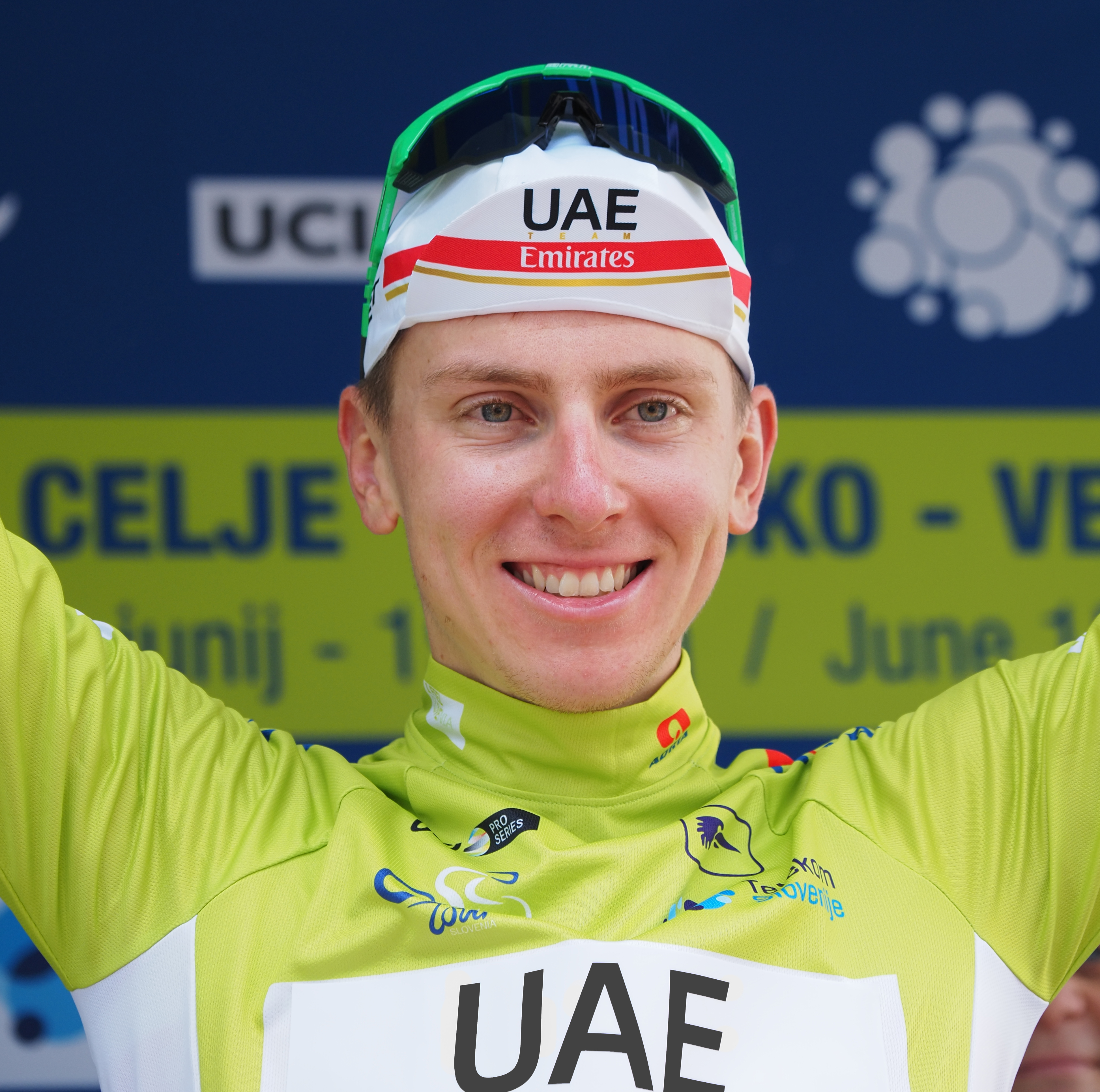
Cловенец Тадей Погачар — последний мужчина-обладатель Тройной короны велоспорта (2024)

Многие поклонники этого вида спорта считают это величайшим «единичным» достижением в велоспорте. Хотя в основном это означает победу на Джиро д'Италия, Тур де Франс и чемпионате мира по шоссейному велоспорту в течение одного календарного года, иногда встречается и более широкое определение, когда победу на Джиро д'Италия можно обменять на Вуэльту Испании; эта альтернатива приобрела популярность, поскольку Вуэльта, исторически наименее престижный Гранд-тур, но в последнее время приобрела репутацию и значимость. Хет-трик, который не включает Тур де Франс и титул чемпиона мира, как правило, не считается Тройной короной.
Это достижение считается самым сложным достижением в профессиональных шоссейных велогонках в течение года, так как оно требует от велогонщика превосходных качеств как на многодневной гонки, так и на классической (однодневной) гонке.
Несмотря на престижность достижения, Тройная корона велоспорта не является официальным титулом, поэтому за его достижение не выдается никакой физической награды.
До сих пор тройной короны велоспорта (как в узком, так и в широком определении) достигли только три человека: бельгиец Эдди Меркс, ирландец Стивен Роуч и словенец Тадей Погачар. Среди женщин подобного достижение достигла нидерландка Аннемик ван Влётен в аналогичных женских гонках.

## Обладатели

### Мужчины
| Гонщик        | Год  | Победы           |
| ------------- | ---- | ---------------- |
| Эдди Меркс    | 1974 | Тур + Джиро + ЧМ |
| Стивен Роуч   | 1987 | Тур + Джиро + ЧМ |
| Тадей Погачар | 2024 | Тур + Джиро + ЧМ |

### Женщины
| Гонщица            | Год  | Победы           |
| ------------------ | ---- | ---------------- |
| Аннемик ван Влётен | 2022 | Тур + Джиро + ЧМ |

## Другие достижения или вариации
Все данные приведены на конец 2024 года
DNF — не финишировал
DNE — не участвовал
N/A — не проводилась

### Мужчины

#### Победа на двух Гранд-турах за один год
Некоторые велогонщики были близки к завоеванию тройной короны велоспорта, выиграв две из трёх гонок. Среди тех, кто был близок к этому — выиграли два Гранд-тура и попали в топ-5 на чемпионате мира — итальянец Фаусто Коппи в 1949, бельгиец Эдди Меркс в 1972 и 1973, француз Бернар Ино в 1978 и испанец Мигель Индурайн в 1992. Они выиграли два Гранд-тура и попали в топ-5 на чемпионате мира.
| Гонщик             | Год  | Победа на ГТ    | Результат на ЧМ |
| ------------------ | ---- | --------------- | --------------- |
| Фаусто Коппи       | 1949 | Тур + Джиро     | 3-й             |
| Фаусто Коппи       | 1952 | Тур + Джиро     | DNE             |
| Жак Анкетиль       | 1963 | Тур + Вуэльта   | 14-й            |
| Жак Анкетиль       | 1964 | Тур + Джиро     | 7-й             |
| Эдди Меркс         | 1970 | Тур + Джиро     | 29-й            |
| Эдди Меркс         | 1972 | Тур + Джиро     | 4-й             |
| Эдди Меркс         | 1973 | Джиро + Вуэльта | 4-й             |
| Бернар Ино         | 1978 | Тур + Вуэльта   | 5-й             |
| Джованни Баттальин | 1981 | Джиро + Вуэльта | 26-й            |
| Бернар Ино         | 1982 | Тур + Джиро     | DNF             |
| Бернар Ино         | 1985 | Тур + Джиро     | DNF             |
| Мигель Индурайн    | 1992 | Тур + Джиро     | 6-й             |
| Мигель Индурайн    | 1993 | Тур + Джиро     | 2-й             |
| Марко Пантани      | 1998 | Тур + Джиро     | DNE             |
| Альберто Контадор  | 2008 | Джиро + Вуэльта | DNF             |
| Крис Фрум          | 2017 | Тур + Вуэльта   | DNE             |

#### Победа на одном Гранд-туре и чемпионате мира за один год
На сезоне 1980 года Бернар Эно поставил перед собой цель завоевать Тройную Корону. Ему удалось выиграть Джиро д’Италия. Но на Тур де Франс несмотря на три победы на этапах и лидерство в генеральной классификации вынужден был сойти на 13-м этапе из-за травм. Через полтора месяца он завоевал титул чемпиона мира.
| Гонщик          | Год (ЧМ) | Победа на ГТ | Результат на остальных ГТ | Результат на остальных ГТ |
| --------------- | -------- | ------------ | ------------------------- | ------------------------- |
| Альфредо Бинда  | 1927     | Джиро        | Тур: DNE                  | Вуэльта: N/A              |
| Жорж Шпайхер    | 1933     | Тур          | Джиро: DNE                | Вуэльта: N/A              |
| Фаусто Коппи    | 1953     | Джиро        | Тур: DNE                  | Вуэльта: N/A              |
| Луисон Бобе     | 1954     | Тур          | Джиро: DNE                | Вуэльта: N/A              |
| Эрколе Бальдини | 1958     | Джиро        | Тур: DNE                  | Вуэльта: DNE              |
| Эдди Меркс      | 1971     | Тур          | Джиро: DNE                | Вуэльта: DNE              |
| Бернар Ино      | 1980     | Джиро        | Тур: DNF                  | Вуэльта: DNE              |
| Грег Лемонд     | 1989     | Тур          | Джиро: 39-й               | Вуэльта: DNE              |
| Ремко Эвенепул  | 2022     | Вуэльта      | Джиро: DNE                | Тур: DNE                  |

#### Победа на трёх Гранд-турах за один год
Определение тройной короны также может означать победу на всех трёх Гранд-турах в одном году. Ни один гонщик не выигрывал все три Гранд-тура за один календарный год. Только француз Рафаэль Джеминиани (в 1955) и итальянец Гастоне Ненчини (в 1957) финишировали в первой десятке каждого гранд-тура. В 2023 году американец Сепп Кусс стал всего лишь вторым гонщиком и первым с 1957 года, который проехал все три Гранд-тура за один год и сумел выиграл один из них, став первым на Вуэльте Испании 2023 года. Всего на конец 2024 года около 50 гонщиков сумели финишировать на всех трёх Гранд-турах в одном год
Изначально Вуэльта проводилась весной и закончилась в начале мая, менее чем за неделю до начала Джиро. С 1995 года Вуэльта стала проводиться в сентябре, что позволяет делает возможным выиграть все три Гранд-тура в одном сезоне.
Победы на трёх Гранд-турах подряд, разделив их по двум соседним календарным годам, сумели достичь три гонщика:
- бельгиец Эдди Меркс выиграл четыре Гранд-тура подряд в 1972 и 1973 годах: Джиро 1972, Тур 1972 , Вуэльта 1973 и Джиро 1973
- француз Бернар Ино выиграл три Гранд-тура подряд в 1982 и 1983 годах: Джиро 1982 года, Тур 1982 года и Вуэльта 1983
- британец Крис Фрум выиграл три Гранд-тура подряд в 2017 и 2018 годах: Тур 2017, Вуэльта 2017 и Джиро 2018

В 2010 году Бьярне Риис, тогдашний менеджер испанца Альберто Контадора, заявил, что его гонщик может выиграть три Гранд-тура в одном году, но его соперник люксембуржец Энди Шлек считал это невозможным.
Несколько лет спустя, в конце 2014 года, российский миллиардер Олег Тиньков, владелец велокоманды «Tinkoff-Saxo», также безуспешно призвал испанского гонщика и его соперников принять участие во всех трёх Гранд-турах в течение сезона.
В 2017 году журналист Патрик Шассе заявил в интервью сайту Vélo-Club.net, что в наши дни почти невозможно добиться двойной победы Джиро д'Италия и Тур де Франс, если только «невзгоды на Джиро не слишком сильны» и что победителем станет «выдающийся» гонщик, который затем станет «одним из величайших чемпионов всех времен». Он добавил, что желает «удачи» тому, кто добьётся этой двойной победы, потому что это «вызовет колоссальную волну подозрений».

#### Победа на трёх Гранд-турах за карьеру
Другая интерпретация этого термина состоит в победе на трёх Гранд-турах за всю профессиональную карьеру. Этого удалось достичь семерым гонщкам.
| Гонщик            | Тур де Франс                 | Вуэльта Испании  | Джиро д'Италия               | ЧМ               |
| ----------------- | ---------------------------- | ---------------- | ---------------------------- | ---------------- |
| Жак Анкетиль      | 1957, 1961, 1962, 1963, 1964 | 1963             | 1960, 1964                   | —                |
| Феличе Джимонди   | 1965                         | 1968             | 1967, 1969, 1976             | 1973             |
| Эдди Меркс        | 1969, 1970, 1971, 1972, 1974 | 1973             | 1968, 1970, 1972, 1973, 1974 | 1967, 1971, 1974 |
| Бернар Ино        | 1978, 1979, 1981, 1982, 1985 | 1978, 1983       | 1980, 1982, 1985             | 1980             |
| Альберто Контадор | 2007, 2009                   | 2008, 2012, 2014 | 2008, 2015                   | —                |
| Винченцо Нибали   | 2014                         | 2010             | 2013, 2016                   | —                |
| Крис Фрум         | 2013, 2015, 2016, 2017       | 2011, 2017       | 2018                         | —                |

### Женщины
К женским Гранд-турам помимо Джиро (с 1988), Вуэльты (с 2020) и Тур де Франс (с 2022), являющихся женскими версиями мужских Гранд-туров, также относят/причисляют следующие гонки: Женский Тур де Франс позднее переименованный в Женский Тур ЕЭС (с 1984 по 1993), Тур де л'Од феминин (с 1985 по 2010), Гранд Букль феминин (с 1992 по 2009) и Рут де Франс феминин (с 2006 по 2016),  продолжительность которых обычно составляла 10 дней.
Помимо этого трижды в олимпийский год (в 1984, 1988 и 1992) чемпионат мира не проводился.

#### Победа на двух Гранд-турах за один год
| Гонщица             | Год  | Гранд-тур                 | ЧМ / ОИ  |
| ------------------- | ---- | ------------------------- | -------- |
| Жанни Лонго         | 1988 | Гранд Букль + Тур де л'Од | ОИ: 21-я |
| Леонтин Ван Морсел  | 1992 | Тур ЕЭС + Гранд Букль     | ОИ: 23-я |
| Фабиана Луперини    | 1995 | Джиро + Гранд Букль       | ЧМ: ?    |
| Фабиана Луперини    | 1996 | Джиро + Гранд Букль       | ЧМ: ?    |
| Фабиана Луперини    | 1997 | Джиро + Гранд Букль       | ЧМ: 51-я |
| Жоан Сомарриба      | 2000 | Джиро + Гранд Букль       | ЧМ: ?    |
| Аннемик Ван Влёйтен | 2023 | Джиро + Вуэльта           | ЧМ: 8-я  |

#### Победа на одном Гранд-туре и чемпионате мира за один год
| Гонщица            | Год (ЧМ) | Победа на ГТ | Результат на остальных ГТ | Результат на остальных ГТ |
| ------------------ | -------- | ------------ | ------------------------- | ------------------------- |
| Жанни Лонго        | 1987     | Гранд Букль  | Тур де л'Од: 3-я          | Джиро: N/A                |
| Жанни Лонго        | 1989     | Гранд Букль  | Тур де л'Од: DNE          | Джиро: DNE                |
| Леонтин Ван Морсел | 1993     | Гранд Букль  | Тур де л'Од: 2-я          | Тур ЕЭС: 2-я              |

#### Победа на трёх Гранд-турах за один год
| Гонщица            | Год  | Гранд-туры                     | ЧМ  |
| ------------------ | ---- | ------------------------------ | --- |
| Катрин Марсаль     | 1990 | Тур ЕЭС + Тур де л'Од + Джиро  | 1-я |
| Аннемик ван Влётен | 2022 | Тур де Франс + Джиро + Вуэльта | 1-я |

#### Победа на трёх Гранд-турах за карьеру
| Гонщица            | Тур ЕЭС    | Гранд Букль      | Тур де Франс | Тур де л'Од | Джиро                        | Вуэльта    | ЧМ         |
| ------------------ | ---------- | ---------------- | ------------ | ----------- | ---------------------------- | ---------- | ---------- |
| Мариа Канинс       | 1985, 1986 | —                | —            | 1987        | 1988                         | —          | —          |
| Катрин Марсаль     | 1990       | —                | —            | 1990, 1994  | 1990                         | —          | 1990       |
| Фабиана Луперини   | —          | 1995, 1996, 1997 | —            | 1998        | 1995, 1996, 1997, 1998, 2008 | —          | —          |
| Аннемик ван Влётен | —          | —                | 2022         | —           | 2018, 2019, 2022, 2023       | 2022, 2023 | 2019, 2022 |

## Обладатели титулов чемпиона мира в трёх дисциплинах
После того как нидерландка Марианна Вос выиграла титулы чемпионки мира по шоссейном велоспорте (2006), в велокроссе (2006) и по трековому велоспорту в гонке по очкам (2008), некоторые СМИ сообщили, что она завоевала тройную корону.
Впоследствии француженка Полин Ферран-Прево стала первой велогонщицей, выигравшей три титула чемпиона мира одновременно в трёх дисциплинах: по шоссейному велоспорту в  сентябре 2014 года, по велокроссу в январе 2015 года и по маунтинбайку в сентябре 2015 в года.. Для описания этого достижения в СМИ использовался термин «тройная корона мира».